# HMS Faulknor (1914)
HMS Faulknor, później Almirante Riveros – brytyjski niszczyciel z okresu I wojny światowej. Pierwotnie okręt został zamówiony w Wielkiej Brytanii przez rząd Chile jako jedna z sześciu jednostek typu Almirante Lynch i zwodowany 26 lutego 1914 roku jako „Almirante Simpson” w stoczni J. Samuel White w Cowes. W trakcie wyposażania jednostka została zarekwirowana i zakupiona przez Wielką Brytanię, wchodząc w skład Royal Navy w sierpniu 1914 roku, już jako HMS „Faulknor”. Okręt wziął udział w bitwie jutlandzkiej. Po zakończeniu działań wojennych niszczyciel został odsprzedany pierwotnemu zamawiającemu i w maju 1920 roku wszedł do służby w Armada de Chile pod nazwą „Almirante Riveros” (według innych źródeł „Almirante Williams”). Jednostka została skreślona z listy floty w 1933 roku.

## Projekt i budowa
Niszczyciele typu Almirante Lynch zostały zamówione przez rząd Chile w Wielkiej Brytanii na początku 1911 roku . W momencie budowy okręty te należały do największych i najsilniej uzbrojonych jednostek tej klasy na świecie . Z zamówionych sześciu niszczycieli tylko dwa zostały ukończone do wybuchu I wojny światowej i odebrane przez Armada de Chile; pozostałe cztery zostały zarekwirowane przez rząd brytyjski i wcielone do Royal Navy jako HMS „Faulknor”, „Broke”, „Botha” i „Tipperary”. Przejęte przez Brytyjczyków niszczyciele zostały lekko zmodyfikowane w stosunku do pierwowzoru: zamontowano na nich wyrzutnie torpedowe o kalibrze 533 mm i pojedyncze działko przeciwlotnicze kal. 40 mm (zamiast dwóch karabinów maszynowych kal. 7,7 mm), a większa masa zainstalowanego uzbrojenia spowodowała wzrost wyporności okrętów .
Przyszły HMS „Faulknor” zbudowany został w stoczni J. Samuel White w Cowes. Stępkę okrętu położono w lutym 1912 roku, a zwodowany został 26 lutego 1914 roku jako „Almirante Simpson” .

## Dane taktyczno-techniczne
Okręt był dużym niszczycielem o długości całkowitej 100,8 metra (97,5 metra między pionami), szerokości 9,91 metra i zanurzeniu 3,53 metra . Wyporność normalna wynosiła 1610 ton, a pełna 2000 ton . Siłownię okrętu stanowiły trzy zestawy turbin parowych systemu Parsonsa o łącznej mocy 30 000 KM, do których parę dostarczało sześć kotłów White-Forster . Prędkość maksymalna napędzanego trzema śrubami okrętu wynosiła 31 węzłów . Okręt zabierał zapas 433 ton węgla i 83 tony paliwa płynnego, co zapewniało zasięg wynoszący 2750 Mm przy prędkości 15 węzłów . 
Na uzbrojenie artyleryjskie okrętu składało się sześć pojedynczych dział kalibru 102 mm (4 cale) Armstrong L/40, pojedyncze działko przeciwlotnicze Vickers kal. 40 mm Mark II L/39 i dwa pojedyncze karabiny maszynowe kal. 7,7 mm L/94 . Broń torpedową stanowiły cztery pojedyncze wyrzutnie kal. 533 mm (21 cali) .
Załoga okrętu składała się z 197 oficerów, podoficerów i marynarzy .

## Służba

### Royal Navy
Będący w trakcie prac wyposażeniowych niszczyciel został na początku wojny zakupiony przez rząd brytyjski i wszedł do służby w Royal Navy w sierpniu 1914 roku, jako HMS „Faulknor” . 6 sierpnia przeszedł do stoczni Admiralicji w Portsmouth w celu dostosowania do brytyjskich standardów. Jednostka z racji wielkości była klasyfikowana jako przewodnik flotylli . Podczas służby w brytyjskiej marynarce okręt nosił numery taktyczne H84, H31 i D16 . HMS „Faulknor” początkowo został drugim przewodnikiem 1. Flotylli Niszczycieli (obok okrętu flagowego w postaci krążownika lekkiego), przewodzącym półflotylli, a w 1915 roku został przydzielony jako okręt flagowy do nowo sformowanej 12. Flotylli.
W dniach 31 maja – 1 czerwca 1916 roku „Faulknor” wziął udział w bitwie jutlandzkiej, przewodząc 12. Flotylli Niszczycieli (pod dowództwem kmdra A.J.B. Stirlinga). 31 maja ogień artyleryjski niszczyciela przyczynił się do zatopienia niemieckiego niszczyciela SMS V 48 . 1 czerwca około godziny 2:00 „Faulknor” na czele 12. Flotylli stanął na drodze zmierzającej do Wilhelmshaven Hochseeflotte. Okręty brytyjskie wykonały atak torpedowy, wystrzeliwując łącznie 17 torped do poruszających się w odległości 1500-3000 metrów pancerników („Faulknor” wystrzelił dwie torpedy jako pierwszy). Ofiarą nocnego ataku 12. Flotylli został przeddrednot SMS „Pommern”, który zatonął wraz z całą załogą po trafieniu jedną torpedą, wystrzeloną przez HMS „Onslaught” .
6 czerwca 1917 roku niszczyciel wziął udział w porannym ostrzale Ostendy (wraz z monitorami „Erebus” i „Terror” oraz niszczycielami „Botha”, „Lochinvar”, „Lance”, „Manly”, „Mentor”, „Moorsom” i „Miranda”), w wyniku którego zniszczono urządzenia portowe oraz zatopiono trzy i uszkodzono trzy jednostki pływające. W 1919 roku okręt poddano modernizacji: zdemontowano cztery pojedyncze działa kal. 102 mm, instalując w zamian dwie armaty kal. 120 mm BL Mk I L/45 .

### Armada de Chile
W 1920 roku niszczyciel został wraz z dwoma ocalałymi okrętami tego typu odsprzedany Chile i w maju tego roku wszedł do służby w marynarce tego kraju pod nazwą „Almirante Riveros” . Według jednak A. Daszjana, fotografie wskazują, że HMS „Faulknor” w rzeczywistości przemianowano na „Almirante Williams”. Uzbrojenie okrętu podczas służby w Armada de Chile przedstawiało się następująco: dwa pojedyncze działa kal. 120 mm BL Mk I L/45, dwa pojedyncze działa kal. 102 mm QF Mk VI L/45, dwa pojedyncze działka przeciwlotnicze Vickers kal. 40 mm Mark II L/39 i cztery pojedyncze wyrzutnie torped kal. 533 mm; liczebność załogi wzrosła do 205 osób . Jednostka została skreślona z listy floty z powodu znacznego zużycia w 1933 roku  i zezłomowana na początku lat 40.. O ile natomiast identyfikacja jako „Almirante Williams” jest prawidłowa, to został on zatopiony w 1937 roku jako okręt-cel przez pancernik „Almirante Latorre”.